# Šeferdie
Šeferdie (Shepherdia) je rod vyšších dvouděložných rostlin z čeledi hlošinovité (Elaeagnaceae). Český název se někdy přepisuje jako šeperdie nebo dokonce shepherdie. Jsou to opadavé nebo stálezelené keře se stříbřitým olistěním, drobnými květy a nápadnými červenými plody. Vyskytují se v počtu 3 druhů v Severní Americe. V České republice je zřídka pěstována šeferdie stříbřitá jako okrasná a sbírková dřevina. Má jedlé plody.

## Popis
Šeferdie jsou dvoudomé, opadavé nebo řidčeji stálezelené (Shepherdia rotundifolia) keře s jednoduchými vstřícnými listy. Listy i letorosty jsou pokryté šupinovitými trichomy. Listy jsou celokrajné, řapíkaté, bez palistů. Květy jsou drobné a nenápadné, čtyřčetné, jednopohlavné, uspořádané v klasech nebo v hroznech. Koruna chybí. Samčí květy obsahují 8 tyčinek. Samičí mají semeník uzavřený v kališní trubce a vyniklou čnělku. Plodem je dužnatá peckovice.

## Rozšíření
Rod šeferdie obsahuje pouze 3 druhy. Vyskytují se výhradně v Severní Americe. Největší areál výskytu má šeferdie kanadská (Shepherdia canadensis), jejíž areál sahá od polárního kruhu až po Arizonu a Nové Mexiko. Šeferdie stříbřitá (Shepherdia argentea) se vyskytuje ve středních a západních oblastech USA a jižní Kanadě. Stálezelený druh Shepherdia rotundifolia je endemit Colorado Plateau v jz. USA.

## Zástupci
- šeferdie göttingenská (Shepherdia x gottingensis) - kříženec šeferdie stříbřité a kanadské
- šeferdie kanadská (Shepherdia canadensis)
- šeferdie stříbřitá (Shepherdia argentea)[5]

## Význam
Šeferdie se občas pěstují jako okrasné dřeviny, nápadné zejména stříbřitým olistěním a výraznými červenými plody. V České republice je pěstována šeferdie stříbřitá (Shepherdia argentea), jiné druhy nejsou uváděny ani ze sbírek botanických zahrad.
Šeferdie stříbřitá má sladkokyselé, jedlé plody. Plody šeferdie kanadské jsou rovněž jedlé, avšak mdlé chuti.
Některé opadavé druhy tohoto rodu lze použít v ČR jako okrasné rostliny. Mají nápadné plody. Lze je použít do skupin, nebo jako solitéry.

## Pěstování
Opadavé šeferdie jsou celkem nenáročné dřeviny. Nároky, ošetřování i využití jsou podobné jako u rakytníku. Daří se jim v propustných, písčitých půdách a snášejí i půdy vápenaté. K získání plodů je nutno vysadit obě pohlaví, neboť jsou dvoudomé. Množí se výsevem stratifikovaných semen nebo hřížením, šeferdii stříbřitou lze množit i kořenovými výběžky. Lze je také roubovat v zimě na rakytník řešetlákový nebo hlošinu okoličnatou či hlošinu mnohokvětou.